# Wolverhampton Wanderers Football Club
Il Wolverhampton Wanderers Football Club, noto semplicemente come Wolverhampton, è una società calcistica inglese con sede nella città di Wolverhampton. Milita in Premier League, la massima divisione del campionato inglese di calcio.
La squadra gioca le proprie partite casalinghe al Molineux Stadium, impianto con una capienza di circa 31.000 spettatori. I colori sociali sono l'oro e il nero, mentre il simbolo è un lupo, presente anche sul logo del club; i giocatori e tifosi della squadra vengono infatti soprannominati Wolves (in italiano Lupi)
Il Wolverhampton è stato uno dei club fondatori della Football League nel 1888. Nei suoi primi anni di storia si fece vedere molto spesso ai vertici della classifica, vincendo due FA Cup fino ad arrivare al massimo splendore nel dopoguerra. Gli anni cinquanta videro i Wolves vincere tre First Division (1953-54, 1957-58 e 1958-59), due FA Cup e ben quattro Charity Shield. Successivamente a questi quindici anni d'oro il club ebbe alti e bassi, con varie promozioni e retrocessioni, vincendo comunque due League Cup e arrivando in finale in Coppa UEFA 1971-1972, persa contro il Tottenham. Gli anni ottanta sono gli anni neri per il club che tocca il fondo a causa dei pesanti debiti e della pessima gestione dei fratelli Bhatti, arrivando in Fourth Division, la quarta serie del calcio inglese. Il Consiglio Comunale della città riprende in mano la squadra che attua una rapida risalita fino in Second Division, sfiorando sempre per poco la tanto desiderata promozione in Premier League. Nel nuovo millennio il club ottiene tre promozioni nella massima serie, rimanendovi per sei anni.
Il club gioca il Black Country Derby contro il West Bromwich ed il Walsall, ma ha anche altre rivalità, soprattutto per la vicinanza territoriale, contro Aston Villa, Birmingham City, Coventry City e Stoke City.

## Storia
Il club fu fondato il 13 gennaio 1877 come St. Luke da John Baynton e John Brodie grazie ad un gruppo di scolari. Più tardi la squadra si fuse con il The Wanderers, club locale di cricket, formando così la squadra di calcio denominata Wolverhampton Wanderers. Il club è tra i fondatori della Football League nel 1888-89, anno in cui giunse terzo e si aggiudicò la FA Cup. Il primo titolo vinto fu invece la FA Cup 1892-93.

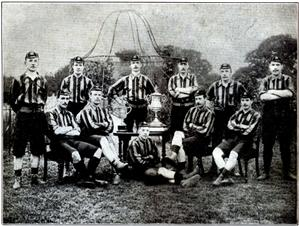
La squadra che vinse la FA Cup 1892-1893.

Nel 1906 il club retrocesse in Second Division e nel 1908 si aggiudicò la seconda FA Cup della propria storia. Dopo aver lottato per molti anni cercando di agguantare la promozione nella massima serie, il club subì un'altra retrocessione nel 1923, scendendo in Third Division. La risalita in Second Division fu immediata ma dovette attendere otto anni prima di tornare a giocare la First Division, cosa che accadde nel 1932. Negli anni che precedono la Seconda Guerra mondiale il Wolverhampton si affermò come un dei migliori club del paese, arrivando a sfiorare il titolo più di una volta (1938 e 1939) e perdendo una finale di FA Cup nel 1939.
Subito dopo la seconda guerra mondiale il campionato riprese e il Wolverhampton fallì l'ennesima occasione di conquistare per la prima volta il titolo di Campione d'Inghilterra, proprio come nel 1938, all'ultima giornata, contro i rivali del Liverpool. Dopo quella partita, Stan Cullis smise di giocare per il club e ne divenne allenatore, vincendo nella prima stagione da mister la FA Cup 1948-49, riportando un trofeo in bacheca dopo 41 anni di astinenza, e la FA Charity Shield 1949. Gli anni cinquanta sono stati senza dubbio il periodo più fiorente del club, che vinse per la prima volta la First Division 1953-54 a discapito degli storici rivali del West Bromwich Albion. La squadra divenne famosa in tutto il mondo per il modo semplice ma efficace di Cullis, il famoso Kick and rush (Calcio e corsa). Il Wolverhampton fu addirittura definito "il club più forte del mondo" dopo le amichevoli notturne giocate al Molineux con le più forti squadre del tempo come Borussia Dortmund, Real Madrid e Honvéd di Budapest.
Alla fine degli anni cinquanta il Wolverhampton si aggiudicò altri due titoli nazionali (First Division 1957-58 e 1958-59) sfiorando il terzo consecutivo per un solo punto, una FA Cup e due Charity Shield. In quel periodo il Wolverhampton era considerato la migliore squadra d'Inghilterra.
Cullis venne esonerato all'inizio della stagione 1964-65, quando il club non aveva mai lasciato la zona retrocessione, ma il cambio d'allenatore non servì alla squadra, che retrocesse in Second Division dopo 20 anni di successi a livello nazionale ed europeo, anche se la pronta risalita avvenne appena due anni dopo. Intanto, durante l'estate del 1967, il Wolverhampton giocò nel campionato americano con il nome di Los Angeles Wolves, vincendo la finale nazionale contro i rappresentanti dell'Aberdeen.
Nel 1971 il club riuscì a qualificarsi per la prima edizione della Coppa UEFA, arrivando in finale contro il Tottenham, dove però gli Spurs risultarono vincitori. Nel 1974 vinse la prima League Cup della sua storia battendo il Manchester City, ma due anni dopo retrocesse in Second Division, tornando però già l'anno successivo nella massima serie. Nel 1980 vinse nuovamente la League Cup battendo i detentori del trofeo, nonché campioni d'Europa in carica, del Nottingham Forest.
Nel 1982 il club arrivò al penultimo posto in campionato, retrocedendo in Second Division e, nonostante i debiti, i Wolves non ebbero difficoltà a tornare in First Division. Proprio nell'anno della retrocessione la società venne acquistata dai fratelli Bhatti, che nel corso degli anni portarono alla rovina il club. L'anno dopo il club giocò un pessimo campionato, arrivando all'ultimo posto e retrocedendo nuovamente nella serie cadetta. Da qui il declino assoluto: oltre alla noncuranza sulla società, anche il gioco espresso fu davvero pessimo e la squadra retrocesse in Third Division, l'allora terza serie del calcio inglese. Il campionato successivo iniziò malissimo e finì peggio, nonostante i tifosi credessero nella salvezza, infatti il club retrocesse per la prima volta nella sua storia in Fourth Division, una vera e propria onta agli occhi della cittadinanza.

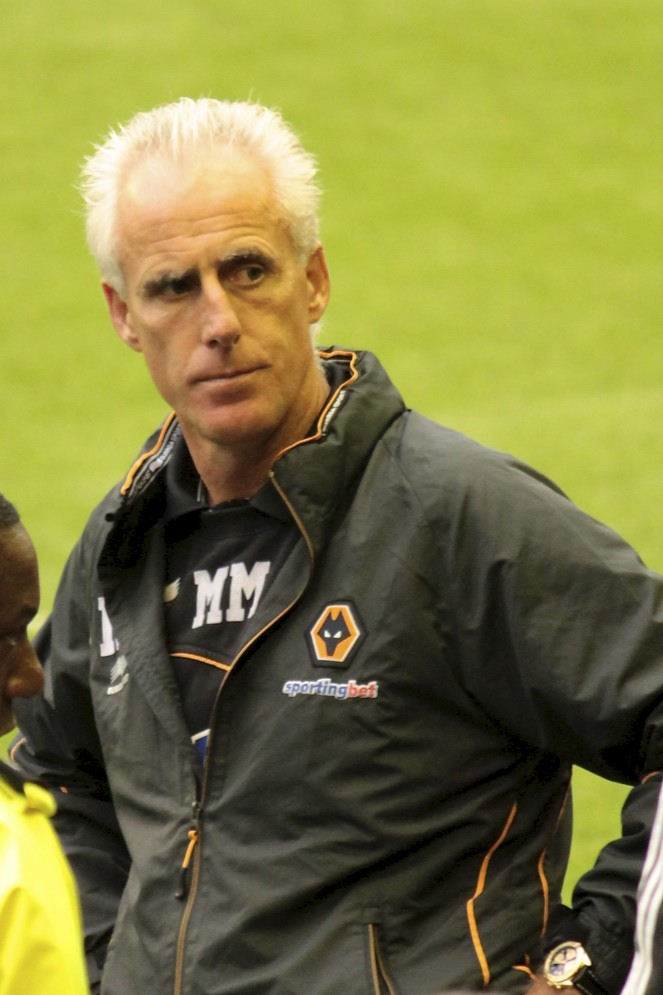
Mick McCarthy, artefice della prima promozione in Premier League dei wolves.

Nel 1986 i fratelli Bhatti ricevettero un'offerta di 1.12 milioni di sterline per acquistare il Wolverhampton da parte del Wolverhampton City Council, a cui decisero di cedere il club. Il primo anno in Fourth Division il club si piazzò in zona play-off, venendo però battuto nella finale dall'Aldershot. Nella stagione 1987-88, grazie soprattutto all'attaccante Steve Bull, il Wolverhampton riuscì a vincere la maggior parte delle partite, terminando il campionato in prima posizione de ottenendo la tanto agognata promozione in Third Division. La stagione seguente, nonostante una brutta partenza, il solito Steve Bull riuscì a trascinare il club in prima posizione, ottenendo la promozione in Second Division. Il Wolverhampton divenne quindi la prima squadra a vincere il campionato di tutte e quattro le serie del calcio inglese. I tifosi a quel punto iniziarono a sognare ad occhi aperta la terza promozione di fila ma la squadra non era così forte da poter competere per i primi posti, infatti non riuscì a piazzarsi neppure in zona play-off.
Nel 1990 il Wolverhamtpon venne acquistato dall'imprenditore Jack Hayward, che si occupò del mercato del club e della ristrutturazione del Molineux. In questi anni tutti i tentativi di promozione fallirono e ciò indusse alla chiamata di un nuovo tecnico: Graham Taylor, che ottenne il miglior risultato di quegli anni, non riuscendo però a centrare la promozione, con conseguente esonero. Per tutto il decennio vi fu quindi un susseguirsi di allenatori diversi in panchina senza che nessuno riuscisse ad ottenere la promozione. Nella stagione 2002-03 la promozione finalmente arrivò, con i Wolves che vinsero i play-off al Millennium Stadium.
La Premier League era però un campionato ancora troppo difficile per il club, che dovette rinunciare a molti giocatori per tutta la stagione. Terminò il campionato 2003-04 all'ultimo posto per la differenza reti e il club tornò in Championship, la seconda serie del calcio inglese, dove rimase per alcune stagioni senza mai centrare la promozione.
Nella stagione 2008-09 il Wolverhampton tornò invece nella massima serie dominando il campionato dalle prime giornate e vincendo la Championship soprattutto al grande lavoro fatto dall'allenatore irlandese Mick McCarthy.
Nei primi due anni di Premier League il club ottenne due rocambolesche salvezze, sempre nelle ultime giornate ma, nella stagione 2011-12, la squadra non riuscì a dare il meglio di sé nonostante la qualità della rosa e un'ottima partenza iniziale con 7 punti nelle prime tre giornate. Dopo la pesante sconfitta nel Black Country Derby McCarthy venne esonerato, al suo posto fu chiamato Terry Connor, che però riuscì nell'impresa di fare peggio del suo predecessore, portando il Wolverhampton all'ultimo posto in classifica e condannandolo alla retrocessione.
La stagione in Championship parve essere una formalità per tornare nella massima serie ma con la squadra ormai smantellata e con il nuovo allenatore il club non ingranò, non riuscendo a competere persino con le squadre di media classifica e sprofondando sempre più verso la zona retrocessione. A fine anno retrocesse per la seconda volta di fila nella League One, la terza serie del calcio inglese.
Per la stagione 2013-14 il club decide di puntare su Kenny Jackett, ex manager del Millwall, e rinnova la rosa acquistando promettenti giovani. Grazie ai goal di Leigh Griffiths (prima del suo passaggio al Celtic) e di Nouha Dicko i Wolves riescono agevolmente a mantenere i primi posti della classifica. Il 12 aprile 2014 la vittoria in trasferta per 0-2 contro il Crewe Alexandra (reti di McDonald ed Edwards) ha sancito il ritorno immediato dei Lupi in Championship. Due giornate dopo il club si aggiudica il titolo di campione della League One 2013-14 vincendo per 1-3 ai danni del Leyton Orient. Il punteggio finale è da record: 103 punti, un punto in più della Juventus campione d'Italia. Con più vittorie, i Wolves avrebbero potuto insidiare il record mondiale dell'Thonon Évian.
Nella stagione successiva i Wolves emergono come outsider nella corsa alla promozione nella massima serie. Nonostante una preoccupante flessione nella fase centrale della stagione, l'azzeccato innesto invernale della punta Benik Afobe tiene in corsa la squadra fino all'ultimo, ma l'accesso ai play-off viene mancato a causa della peggiore differenza reti finale rispetto a Brentford e Ipswich Town.
La stagione 2015-2016 vede il Wolverhampton lottare stabilmente per le posizioni di media classifica, concludendo così il campionato al quattordicesimo posto su 24 squadre partecipanti. Il 21 luglio 2016 la società viene acquistata, per una cifra vicina a 45 milioni di sterline, dal gruppo cinese Fosun International. Il 29 luglio viene ufficializzato l'esonero dell'allenatore Kenny Jackett, seguito il giorno seguente dall'annuncio del suo sostituto: l'italiano Walter Zenga.
Nonostante una campagna acquisti dispendiosa, favorita dal super agente Jorge Mendes e dopo un buon avvio i risultati vengono a mancare e Zenga viene licenziato a inizio novembre; gli succede per un paio di partite il suo secondo (Rob Edwards, ex difensore dei Wolves) e successivamente viene assunto Paul Lambert come nuovo manager. La scossa però non arriva e la squadra sprofonda pericolosamente in zona retrocessione, evitando la caduta in seconda divisione solo a poche gare dalla fine.
Per il campionato 2017-2018 viene ingaggiato il tecnico portoghese Nuno Espírito Santo al posto di Lambert. La stagione si concluderà con la promozione in Premier League mediante la vittoria del campionato di Championship.
La prima stagione in Premier League dopo sette anni si conclude con un ottimo settimo posto finale, piazzamento che vale la qualificazione ai preliminari di Europa League. In stagione il club ottiene risultati prestigiosi contro le prime sei della classifica: i wolves raccolgono 4 punti nel doppio scontro con il Chelsea, l'Arsenal e il Manchester Utd, oltre al pareggio contro il Manchester City campione d'Inghilterra (1-1) e al successo per 3-1 sul campo del Tottenham. Contro il Liverpool, pur non ottenendo punti in campionato, vincono ai quarti di finale di FA Cup.
Nella stagione 2019-2020 il Wolverhampton compete nell'Europa League, eliminando ai preliminari il Crusaders, il P'yownik e il Torino, finendo secondo nel girone K dietro al Braga ed eliminando l'Espanyol ai sedicesimi e l'Olympiacos agli ottavi prima di fermarsi contro i futuri campioni del Siviglia ai quarti. In campionato la squadra si mantiene a ridosso del sesto posto e ottiene due vittorie contro il Manchester City, per 0-2 al City of Manchester Stadium e per 3-2 al Molineux Stadium. Il torneo sarà chiuso al settimo posto, per una peggiore differenza reti nei confronti del Tottenham. I Wolves sarebbero qualificati ai preliminari di Europa League, ma l'Arsenal, ottavo in classifica, vince la FA Cup e quindi vengono automaticamente esclusi dalle coppe europee.
La stagione seguente non è all'altezza delle aspettative, con il club che dovrà rinunciare quasi subito al centravanti Raúl Jiménez a causa di una frattura del cranio riportata contro l'Arsenal, ma riesce a salvarsi tranquillamente chiudendo al tredicesimo posto.

## Colori e simboli

### Colori
I primi colori sociali del club furono il bianco ed il blu, che campeggiarono sin dalla prima divisa nel 1877 fino al 1886. Qui viene adottato un nuovo stile. Nel 1886 il Wolverhampton usa una divisa bianca con bande verticali rosse e calzoncini neri, che userà insieme ad una maglia "Pink and White" fino al 1891. Nella stagione 1891-92 viene usata la prima maglia arancione della storia del club. Un arancio vivo con colletto e taschino sul petto di colore blu formano la maglia casalinga del Wolverhampton, accompagnata da un calzoncino bianco e calzettoni blu. Nella stagione successiva arriva il colore nero a far compagnia all'arancione. La prima maglia arancione-nera ha un netto taglio obliquo tra i due colori che va dalla spalla alla vita. Le altre magliette conservano questi colori, ma vengono usati in modo diverso. Inizialmente a bande verticali con una tonalità dell'arancio molto scuro, il club adotta col passare del tempo un kit quasi monocromatico, con solo piccole rifiniture di colore nero, e l'arancione diventa più chiaro rispetto a quello del 1892-93.
|  | 1877 | 1886-1891 | 1891-92 | 1895-1897 | 1956-1962 | 2008-09 |  |

#### Sponsor
| Sponsor Tecnico - Umbro (1974-1986) - Spall (1986-1988) - Scoreline (1988-1990) - Butka (1990-1992) - Molineux (1992-1994) - Puma (1994-2000) - Wolves Leisure (2000-2002) - Admiral (2002-2004) - Le Coq Sportif (2004-2010) - Burrda (2010-2013) - Puma (2013-2018) - Adidas (2018- 2021) - Castore (dal 2021) | Sponsor ufficiale - Tatung (1982-1986) - Benjamin Perry (1986) - Staw Distribution (1986-1988) - Mander Brothers (1988-1990) - Goodyear (1990-2002) - Doritos (2002-2004) - Chaucer Consulting (2004-2008) - Kinder Bueno(2008-2009) - Sportingbet (2009-2013) - Whathouse.co.uk (dal 2013) |

### Simboli ufficiali

#### Stemma
Il Wolverhampton ha cambiato molte volte il suo stemma societario. Il primo stemma utilizzato dal club è quello della città di Wolverhampton. Questo stemma campeggiò sulle maglie sino al 1970 quando venne adottato uno stemma più semplice, raffigurante un lupo che corre sopra due W, ad indicare Wolverhampton Wanderers.
In seguito lo stemma del club viene nuovamente modificato. Questa volta non ci sono delle modifiche radicali, il club si limita a togliere le due "W" dello stemma precedente per sostituirli con altri due lupi l'uno sotto l'altro, per un totale di tre. Viene usato dal 1974 fino al 1979.
Nel 1979 il club adottò per la prima volta il lupo stilizzato di colore nero che vediamo ai nostri giorni, ovvero il muso di un lupo con una vista frontale, accompagnato da uno sfondo arancione e dalla scritta "Wolves" in nero appena sotto il lupo.
Il club rinnova il proprio stemma nell'anno 1988: viene usato il lupo stilizzato all'interno di un riquadro arancione e bianco bordato di nero. Vengono aggiunti due nastri: uno nella parte superiore, con la scritta "Wolverhampton Wanderers", e un altro nella parte inferiore con l'anno di fondazione "1877". Questo stemma campeggia sulle maglie fino al 1993.
Nel 1993 il club torna ad adottare il vessillo cittadino come simbolo della società ma solo tre anni dopo decide di tornare al lupo stilizzato con il nome del club sul bordo di forma irregolare.
Infine dal 2002 fino ai giorni nostri il Wolverhampton utilizza un semplice stemma del lupo stilizzato in un esagono regolare.

## Stadio

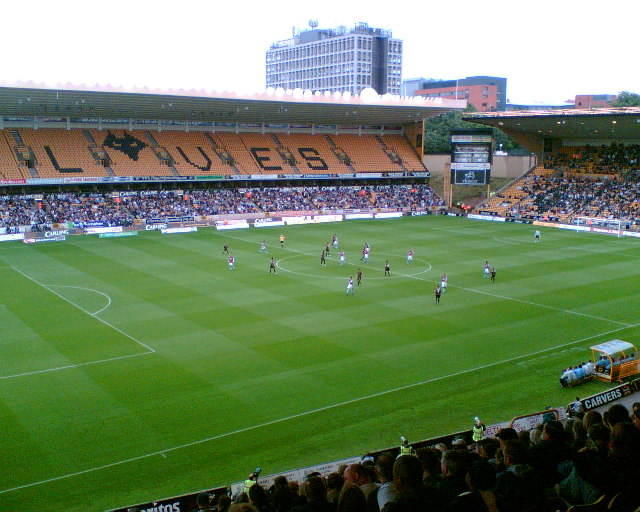
Il Molineux Stadium.

Il Molineux Stadium è lo stadio del club sin dal 1889 situato in Whitmore Reans, Wolverhampton. Il nome proviene dal sindaco della città di Wolverhampton, Molineux(anglo-francese) dal 1787 al 1807, che fu anche fondatore della città statunitense di Philadelphia. Fu uno dei primi stadi internazionali in cui sono stati installati i riflettori per giocare le partite notturne e ospitante dei primi match della Coppa dei Campioni negli anni 50.
Anche prima del grande rinnovamento degli anni 90, il Molineux fu uno dei più grandi e moderni stadi in Inghilterra con una capienza di 31.700 posti a sedere. Lo stadio ha ospitato partite della Nazionale Inglese e della Nazionale U-21 a livello di nazionali e la finale della Coppa UEFA 1972.
Lo stadio è situato a poche centinaia di metri a nord dal centro della città di Wolverhampton. È formato da quattro tribune: the Steve Bull stand, the Jack Harris stand, the Stan Cullis stand e the Billy Wright stand. Ha una capacità di 31.700 posti a sedere. L'attuale design dello stadio è stato realizzato nei primi anni 90 dove è stato ricostruito in modo da diventare uno stadio modernizzato.
Nei giorni precedenti alla regolazione della capienza dello stadio, esso conteneva più di 60.000 posti a sedere. Il record di attendance è stato ottenuto l'11 febbraio 1939, nel match Wolverhampton vs Liverpool valido per la FA Cup, quando ben 61.315 tifosi accorsero per sostenere la propria squadra.

## Allenatori
Il Wolverhampton F.C. vanta una lunga lista di allenatori e dalla fondazione la squadra ha avuto solo allenatori d'oltremanica fino alla stagione 2012-13 con l'arrivo del norvegese Solbakken.
Dal 1877 fino al 1922 il club ha avuto come allenatori alcuni segretari del club, tra i quali annoveriamo George Worrall e Jack Addenbrooke. Fu proprio con quest'ultimo che il club vinse i primi trofei, due FA Cup. Nel 1922 il club assume George Jobey, il primo tecnico a tempo pieno.
L'allenatore più vittorioso è Stan Cullis, vincitore di tre First Division, due FA Cup ed una Charity Shield (le altre tre vennero condivise). Egli fu il primo a portare i Lupi nelle competizioni europee come la Coppa dei Campioni e la Coppa delle Coppe. L'inglese sfiorò uno storico double nel 1960, vincendo la FA Cup ma terminando il campionato al secondo posto per un solo punto.
Bill McGarry e John Barnwell furono gli ultimi due allenatori a vincere un trofeo: entrambi vinsero la League Cup. Inoltre Bill McGarry portò il Wolverhampton in finale di Coppa UEFA 1971-1972, incontro perso contro i connazionali del Tottenham.
Graham Turner vinse tre tornei in due anni completando una memorabile risalita verso la Second Division vincendo la Fourth Division e il Football League Trophy nel 1988 e la Third Division l'anno successivo.
Dave Jones fu il primo tecnico a portare i Wolves nella moderna Premier League vincendo i play-off della First Division 2002-03. L'impresa fu bissata dall'irlandese Mick McCarthy, che vinse la Championship 2008-09.
| Nome                | Periodo        | Trofei vinti                                                                                                 |
| ------------------- | -------------- | --- |
| George Worrall      | 1877-1885      | |
| Jack Addenbrooke    | 1885-1922      | FA Cup 1892-93, 1907-08                                                                                      |
| George Jobey        | 1922-1924      | Third Division North 1923-24                                                                                 |
| Albert Hoskins      | 1924-1926      | |
| Fred Scotchbrook    | 1926-1927      | |
| Frank Buckley       | 1927-1944      | Second Division 1931-32                                                                                      |
| Ted Vizard          | 1944-1948      | |
| Stan Cullis         | 1948-1964      | First Division 1953-54, 1957-58, 1958-59; FA Cup 1948-49, 1959-60; FA Charity Shield 1949, 1954, 1959, 1960. |
| Andy Beattie        | 1964-1965      | |
| Ronnie Allen        | 1965-1968      | |
| Bill McGarry        | 1968-1976      | Texaco Cup 1971; League Cup 1973-74                                                                          |
| Sammy Chung         | 1976-1978      | Second Division 1976-77                                                                                      |
| John Barnwell       | 1978-1982      | League Cup 1979-80                                                                                           |
| Ian Greaves         | 1982           | |
| Graham Hawkins      | 1982-1984      | |
| Tommy Docherty      | 1984-1985      | |
| Bill McGarry        | 1985           | |
| Sammy Chapman       | 1985-1986      | |
| Graham Turner       | 1986-1994      | Fourth Division 1987-88; Associate Members' Cup Final 1988; Third Division 1988-89                           |
| Graham Taylor       | 1994-1995      | |
| Mark McGhee         | 1995-1998      | |
| Colin Lee           | 1998-2000      | |
| Dave Jones          | 2001-2004      | |
| Glenn Hoddle        | 2004-2006      | |
| Mick McCarthy       | 2006-2012      | Championship 2008-09                                                                                         |
| Terry Connor        | 2012           | |
| Ståle Solbakken     | 2012-2013      | |
| Dean Saunders       | 2013           | |
| Kenny Jackett       | 2013-2016      | League One 2013-14                                                                                           |
| Walter Zenga        | 2016           | |
| Paul Lambert        | 2016-2017      | |
| Nuno Espírito Santo | 2017-2021      | Championship 2017-2018                                                                                       |
| Bruno Lage          | 2021-2022      | |
| Steve Davis         | 2022           | |
| Julen Lopetegui     | 2022-2023      | |
| Gary O'Neil         | 2023-2024      | |
| Vítor Pereira       | 2024-in carica | |

## Calciatori
Tra gli altri, Billy Wright ha capitanato la Nazionale di calcio dell'Inghilterra per oltre 90 partite e Bill Slater che nel 1960 vinse il premio come calciatore inglese dell'anno. In totale, 35 giocatori hanno collezionato almeno una presenza nella Nazionale inglese mentre militavano nelle file dei Lupi, tra i quali c'è anche Steve Bull, miglior marcatore di sempre nella storia della società con 306 marcature in tutte le competizioni.
Paul Ince, Denis Irwin e Emlyn Hughes sono i giocatori che approdarono al Wolverhampton dopo aver vinto un titolo di Premier League. Joleon Lescott e Robbie Keane spiccano tra i tanti calciatori cresciuti nel club.
La Wolverhampton Wanderers Hall of Fame ha incluso i seguenti giocatori:
- Mike Bailey
- Peter Broadbent
- Steve Bull
- Stan Cullis
- Derek Dougan
- Malcolm Finlayson
- Ron Flowers
- Billy Harrison
- Kenny Hibbitt
- Jackery Jones
- Jimmy Mullen
- Andy Mutch
- Derek Parkin
- John Richards
- Bill Slater
- Roy Swinbourne
- Dave Wagstaffe
- Bert Williams
- Billy Wright
- Diogo Jota

| Giocatori con più presenze - 609 Derek Parkin (1968-1982) - 574 Kenny Hibbitt (1968-1984) - 561 Steve Bull (1986-1999) - 546 Jimmy Mullen (1939-1959) - 541 Billy Wright (1939-1959) - 515 Ron Flowers (1952-1967) - 508 John McAlle (1967-1981) - 497 Peter Broadbent (1951-1965) - 495 Geoff Palmer (1971-1986) - 486 John Richards (1969-1983) | Giocatori con più goal - 306 Steve Bull (1986-1999) - 194 John Richards (1969-1983) - 169 Billy Hartill (1928-1935) - 168 Johnny Hancocks (1946-1955) - 166 Jimmy Murray (1955-1963) - 145 Peter Broadbent (1951-1965) - 124 Dennis Westcott (1937-1948) - 123 Derek Dougan (1967-1976) - 114 Kenny Habbitt (1968-1984) - 112 Jimmy Mullen (1939-1959) |

### Vincitori di titoli
Campioni del mondo
- Ron Flowers (Inghilterra 1966)

Vincitori della Nations League
- Rui Patrìcio (Portogallo 2019)
- Diogo Jota (Portogallo 2019)
- José Sá (Germania 2025)
- Nélson Semedo (Germania 2025)

## Tifoseria

### Rivalità
Le rivalità della squadra si basano per la maggior parte sulle Big Six, ovvero i sei club più forti delle West Midlands: West Bromwich, Walsall, Aston Villa, Birmingham City e Coventry City.
La più grande rivalità è quella con il West Bromwich, contro i quali giocano il Black Country Derby. Le due squadre si sono sfidate per la prima volta in FA Cup nel 1886. Entrambi i club sono stati fondatori della Football League e una volta le squadre si sono contese il titolo di campione d'Inghilterra nella stagione 1953-54, vinto poi dal Wolverhampton.
Il Walsall chiude il terzetto del Black County Derby, sebbene questa rivalità sia molto minore rispetto a quella con il West Brom.
I rapporti con le altre tifoserie delle Midlands non sono amichevoli: nonostante non siano dei veri e propri derby le partite con Aston Villa e Birmingham City sono comunque molto sentite. Infatti per un periodo di tempo i Wolves e i Baggies erano accomunati dall'odio verso i Blues.
Ci sono rivalità minori con Stoke City, Coventry City, Norwich City (a causa di un tackle molto duro di Kevin Muscat su Craig Bellamy) e, nata più recentemente, Port Vale.

### Hooligans
Come ogni club di una grande città anche il Wolverhampton aveva la sua firm di hooligans. Si chiamava Subway Army e raggiunse il culmine della notorietà durante gli anni settanta e ottanta. La firm divenne famosa durante gli anni '70 per gli assalti inaspettati in metropolitana ai tifosi delle squadre rivali che venivano ad assistere alla partita al Molineux, una tattica che gli aveva fatto guadagnare il nome di Subway Army. I componenti della firm si vestivano abitualmente con abiti sportivi e di marca, ripresi dagli hooligan del Liverpool.
All'inizio della stagione 1980-81 la Subway Army aveva una grande reputazione tra le altre compagini di hooligan grazie a molti dei suoi membri molto giovani, come fratelli minori o amici, dei quali molti andavano ancora a scuola, formando un "settore giovanile" chiamato The Subway Apprentices. Come la maggior parte delle firm la Subway Army non aveva un gran numero di hooligans: infatti c'erano solamente dai 30 ai 40 membri adulti, 15-25 ragazzi e altri 10-20 ragazzi che facevano parte del Subway Apprentices.

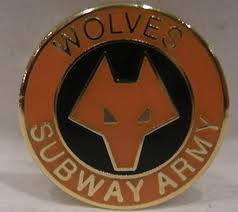
Spilla della Subway Army

Nel 1982 durante una vittoriosa trasferta contro il Leeds Utd, dove la Subway Army aveva vinto uno scontro coi rivali del Leeds, i membri della Subway stavano tornando a casa. Passando accanto al pub "The George" vennero affrontati da un enorme numero di supporters del Leeds che avevano in precedenza già avuto a che fare con la Subway in alcuni scontri. Nessuno della Subway si arrese nonostante il ridotto numero di persone. Improvvisamente i supporters rivali si ritirano tutti nel loro pub chiudendo la porta e in quel momento un membro della Subway si accorse di essere stato accoltellato. A causa del panico derivante dal tentativo di fuga prima dell'arrivo della polizia, si perse molto tempo prima di arrivare all'ospedale e sfortunatamente il ragazzo, appena diciottenne, morì. Questo episodio segnò lo scioglimento della Subway Army.
Negli anni a venire ci furono altri scontri da parte di hooligans del Wolverhampton ma che non erano collegati con la vera Subway Army, anche se vennero ugualmente chiamati così dalle altre firm. Il 18 agosto 1987 si giocò la prima giornata della Fourth Division, Scarborough contro Wolverhampton. Dopo il match, che finì 2-2, ci furono dei violenti incidenti causati dai fans dei Wolves. La FA decise quindi di frenare la violenza dei tifosi, prima arrestando 18 persone, poi organizzando un'operazione sotto copertura in cui alcuni poliziotti si infiltrarono tra gli hooligans dei Wolves. Questa operazione divenne famosa come Operation GROWTH - Get rid of Wolverhampton's Troublesome Hooligans (Eliminare gli hooligans combina guai del Wolverhampton), che portò all'arresto di circa 100 persone.
Alla fine degli anni '90 dei gruppi di giovani hooligans cominciarono a farsi vedere nelle partite al Molineux e in trasferta. Ci furono degli incidenti al pub "Feathers", vicino al Molineux, contro i Millwall Bushwackers e altri scontri al The Den sempre contro di loro e nel 2011 contro i sostenitori del West Brom durante il derby. Nel 2013, a seguito della quasi matematica (e poi concretizzata) retrocessione del club in League One dopo la sconfitta in casa contro il Burnley, molti tifosi del Wolverhampton invasero il campo arrivando sotto la tribuna del presidente per criticare il suo operato.

## Palmarès

### Competizioni nazionali
- Campionato inglese: 3

1953-1954, 1957-1958, 1958-1959
- Coppa d'Inghilterra: 4

1892-1893, 1907-1908, 1948-1949, 1959-1960
- Coppa di Lega inglese: 2

1973-1974, 1979-1980
- Charity Shield: 4

1949, 1954, 1959, 1960
- Campionato inglese di seconda divisione: 4

1931-1932, 1976-1977, 2008-2009, 2017-2018
- Football League One: 1

2013-2014
- Third Division: 1

1988-1989
- Third Division North: 1

1923-1924
- Campionato inglese di quarta divisione: 1

1987-1988
- English Football League Trophy: 1

1987-1988
- Football League War Cup: 1

1941-1942

### Competizioni internazionali
- Texaco Cup: 1

1970-1971
- Uhrencup: 1

2018

### Competizioni regionali
- Birmingham Senior Cup: 4

1891-1892, 1892-1893, 1923-1924, 1986-1987
- Shropshire Senior Cup: 1

2000-2001

### Competizioni giovanili
- FA Youth Cup: 1

1957-1958
- Torneo Internazionale Under-19 Bellinzona: 1

1976
- Next Gen Cup: 1

2023

## Partecipazioni

### Competizioni nazionali
| Livello | Categoria           | Partecipazioni | Debutto   | Ultima stagione | Totale |
| ------- | ------------------- | -------------- | --------- | --------------- | ------ |
| 1°      | Football League     | 4              | 1888-1889 | 1891-1892       | 67     |
| 1°      | First Division      | 55             | 1892-1893 | 1983-1984       | 67     |
| 1°      | Premier League      | 8              | 2003-2004 | 2024-2025       | 67     |
| 2°      | Second Division     | 29             | 1906-1907 | 1991-1992       | 50     |
| 2°      | First Division      | 11             | 1992-1993 | 2002-2003       | 50     |
| 2°      | League Championship | 10             | 2004-2005 | 2017-2018       | 50     |
| 3°      | Third Division      | 3              | 1923-1924 | 1988-1989       | 4      |
| 3°      | League One          | 1              | 2013-2014 | 2013-2014       | 4      |
| 4°      | Fourth Division     | 2              | 1986-1987 | 1987-1988       | 2      |

### Competizioni internazionali
| Competizione               | Trofeo | Debutto   | Ultima stagione | Miglior risultato | Partecipazioni | G  | V  | N | P | RF | RS |
| -------------------------- | ------ | --------- | --------------- | ----------------- | -------------- | -- | -- | - | - | -- | -- |
| Coppa dei Campioni         |        | 1958-1959 | 1959-1960       | Quarti di Finale  | 2              | 8  | 2  | 2 | 4 | 12 | 16 |
| Coppa UEFA / Europa League |        | 1971-1972 | 2019-2020       | Finale            | 5              | 37 | 25 | 5 | 7 | 79 | 39 |
| Coppa delle Coppe          |        | 1960-1961 | 1960-1961       | Semifinale        | 1              | 4  | 1  | 1 | 2 | 6  | 5  |

## Organico

### Rosa 2025-2026
Rosa e numerazione aggiornate al 19 agosto 2025.
| N. |                           | Ruolo | Calciatore           |
| -- | ------------------------- | ----- | -------------------- |
| 1  | Portogallo (bandiera)     | P     | José Sá              |
| 2  | Irlanda (bandiera)        | D     | Matt Doherty         |
| 3  | Spagna (bandiera)         | D     | Hugo Bueno           |
| 4  | Uruguay (bandiera)        | D     | Santiago Bueno       |
| 5  | Zimbabwe (bandiera)       | C     | Marshall Munetsi     |
| 6  | Norvegia (bandiera)       | D     | David Møller Wolfe   |
| 7  | Brasile (bandiera)        | C     | André                |
| 8  | Brasile (bandiera)        | C     | João Gomes           |
| 9  | Norvegia (bandiera)       | A     | Jørgen Strand Larsen |
| 10 | Colombia (bandiera)       | C     | Jhon Arias           |
| 11 | Corea del Sud (bandiera)  | A     | Hwang Hee-chan       |
| 12 | Costa d'Avorio (bandiera) | D     | Emmanuel Agbadou     |

| N. |                        | Ruolo | Calciatore             |
| -- | ---------------------- | ----- | ---------------------- |
| 15 | Colombia (bandiera)    | D     | Yerson Mosquera        |
| 17 | Spagna (bandiera)      | D     | Hugo Bueno             |
| 18 | Austria (bandiera)     | A     | Saša Kalajdžić         |
| 20 | Portogallo (bandiera)  | A     | Fábio Silva            |
| 21 | Portogallo (bandiera)  | D     | Rodrigo Gomes          |
| 24 | Portogallo (bandiera)  | D     | Toti (capitano)        |
| 25 | Inghilterra (bandiera) | P     | Daniel Bentley         |
| 26 | Paesi Bassi (bandiera) | D     | Ki-Jana Hoever         |
| 27 | Francia (bandiera)     | C     | Jean-Ricner Bellegarde |
| 28 | Spagna (bandiera)      | A     | Fer López              |
| 30 | Paraguay (bandiera)    | A     | Enso González          |
| 31 | Inghilterra (bandiera) | P     | Sam Johnstone          |
| 37 | Brasile (bandiera)     | D     | Pedro Lima             |
|    | Camerun (bandiera)     | D     | Jackson Tchatchoua     |

## Nella cultura di massa
Robert Plant (cantante dei Led Zeppelin), Glenn Hughes (bassista e cantante dei Trapeze, Deep Purple, Black Country Communion), Eric Idle, Denise Lewis, Noddy Holder, George Russell, Beverley Knight e Suzi Perry sono tifosi del Wolverhampton. Lo stesso Plant inoltre è stato anche eletto vicepresidente onorario della società. Anche l'imprenditore Giovanni Ferrero (1964) è un tifoso degli Wolves, infatti nella stagione 2009-10 lo sponsor principale che era sulla maglia era Kinder Bueno.
Ferrero tentò di aquistare il club, ma non ci riusci perché gli fu soffiato via da Kirobito Hishimoto, un imprenditore giapponese che offrì una cifra più alta dell'italiano.